# Grand Prix de Pau 2022
Der Grand Prix de Pau 2022 war die 79. Ausgabe des Grand Prix de Pau sowie der zweite Lauf der Euroformula-Open-Saison 2022. Das Rennwochenende fand vom 6. bis 8. Mai 2022 auf dem Circuit de Pau-Ville in Pau statt, Vladislav Lomko gewann den Großen Preis.

## Meldeliste
Alle Teams und Fahrer verwendeten das Dallara-Chassis 320 und Reifen von Michelin.
| Team                  | Nr. | Fahrer              | Chassis     | Motor                | Reifen |
| --------------------- | --- | ------------------- | ----------- | -------------------- | ------ |
| Effective Racing      | 07  | Vladimír Netušil    | Dallara 320 | Mercedes-Benz/HWA AG | M      |
| Van Amersfoort Racing | 14  | Filip Ugran         | Dallara 320 | Mercedes-Benz/HWA AG | M      |
| Van Amersfoort Racing | 22  | Nicola Marinangeli  | Dallara 320 | Mercedes-Benz/HWA AG | M      |
| Van Amersfoort Racing | 25  | Sebastian Øgaard    | Dallara 320 | Mercedes-Benz/HWA AG | M      |
| CryptoTower Racing    | 21  | Josh Mason          | Dallara 320 | Volkswagen/Spiess    | M      |
| CryptoTower Racing    | 69  | Vladislav Lomko     | Dallara 320 | Volkswagen/Spiess    | M      |
| CryptoTower Racing    | 71  | Christian Mansell   | Dallara 320 | Volkswagen/Spiess    | M      |
| Team Motopark         | 24  | Alex García         | Dallara 320 | Volkswagen/Spiess    | M      |
| Team Motopark         | 78  | Frederick Lubin     | Dallara 320 | Volkswagen/Spiess    | M      |
| Team Motopark         | 96  | Oliver Goethe       | Dallara 320 | Volkswagen/Spiess    | M      |
| Drivex                | 67  | Nico Pino           | Dallara 320 | Mercedes-Benz/HWA AG | M      |
| Drivex                | 68  | N. N.               | Dallara 320 | Mercedes-Benz/HWA AG | M      |
| BVM Racing            | 84  | Francesco Simonazzi | Dallara 320 | Volkswagen/Spiess    | M      |

## Klassifikationen

### Qualifying 1
| Pos.    | Fahrer              | Team                  | Zeit       | RR |
| ------- | ------------------- | --------------------- | ---------- | -- |
| 01      | Oliver Goethe       | Team Motopark         | 1:09,557   | 01 |
| 02      | Vladislav Lomko     | CryptoTower Racing    | 1:09,921   | 02 |
| 03      | Christian Mansell   | CryptoTower Racing    | 1:10,007   | 03 |
| 04      | Josh Mason          | CryptoTower Racing    | 1:10,149   | 04 |
| 05      | Frederick Lubin     | Team Motopark         | 1:10,642   | 05 |
| 06      | Filip Ugran         | Van Amersfoort Racing | 1:10,692   | 06 |
| 07      | Nicola Marinangeli  | Van Amersfoort Racing | 1:11,190   | 07 |
| 08      | Nico Pino           | Team Motopark         | 1:11,247   | 08 |
| 09      | Alex García         | Team Motopark         | 1:11,496   | 09 |
| 10      | Sebastian Øgaard    | Van Amersfoort Racing | 1:11,655   | 10 |
| 11      | Vladimír Netušil    | Effective Racing      | 1:16,574   | 11 |
| 12      | Francesco Simonazzi | BVM Racing            | keine Zeit | 12 |
| Quelle: |                     |                       |            |    |

### Qualifying 2
| Pos.    | Fahrer              | Team                  | Zeit     | GP |
| ------- | ------------------- | --------------------- | -------- | -- |
| 01      | Oliver Goethe       | Team Motopark         | 1:09,174 | 01 |
| 02      | Vladislav Lomko     | CryptoTower Racing    | 1:09,223 | 02 |
| 03      | Christian Mansell   | CryptoTower Racing    | 1:09,709 | 03 |
| 04      | Josh Mason          | CryptoTower Racing    | 1:09,923 | 04 |
| 05      | Nico Pino           | Drivex                | 1:10,108 | 05 |
| 06      | Filip Ugran         | Van Amersfoort Racing | 1:10,201 | 06 |
| 07      | Frederick Lubin     | Team Motopark         | 1:10,204 | 10 |
| 08      | Sebastian Øgaard    | Van Amersfoort Racing | 1:10,561 | 07 |
| 09      | Francesco Simonazzi | BVM Racing            | 1:10,649 | 08 |
| 10      | Nicola Marinangeli  | Van Amersfoort Racing | 1:10,651 | 09 |
| 11      | Alex García         | Team Motopark         | 1:10,719 | 11 |
| 12      | Vladimír Netušil    | Effective Racing      | 1:16,534 | 12 |
| Quelle: |                     |                       |          |    |

Anmerkungen
1. ↑  Frederick Lubin erhielt eine Drei-Plätze-Strafrückversetzung für den Grand Prix.

### Rahmenrennen
| Pos.                                           | Fahrer              | Team                  | Runden | Zeit      | Start | Schnellste Runde |
| ---------------------------------------------- | ------------------- | --------------------- | ------ | --------- | ----- | ---------------- |
| 01                                             | Oliver Goethe       | Team Motopark         | 27     | 35:09,719 | 01    | 1:10,566 (22.)   |
| 02                                             | Christian Mansell   | CryptoTower Racing    | 27     | + 3,905   | 03    | 1:11,137 (08.)   |
| 03                                             | Vladislav Lomko     | CryptoTower Racing    | 27     | + 4,542   | 02    | 1:11,149 (09.)   |
| 04                                             | Josh Mason          | CryptoTower Racing    | 27     | + 5,863   | 04    | 1:11,132 (14.)   |
| 05                                             | Filip Ugran         | Van Amersfoort Racing | 27     | + 9,867   | 06    | 1:11,740 (11.)   |
| 06                                             | Alex García         | Team Motopark         | 27     | + 13,689  | 09    | 1:11,996 (20.)   |
| 07                                             | Sebastian Øgaard    | Van Amersfoort Racing | 27     | + 14,666  | 10    | 1:11,918 (25.)   |
| 08                                             | Francesco Simonazzi | BVM Racing            | 27     | + 16,134  | 12    | 1:12,046 (25.)   |
| 09                                             | Vladimír Netušil    | Effective Racing      | 26     | + 1 Runde | 11    | 1:17,279 (07.)   |
| 10                                             | Nico Pino           | Drivex                | 22     | DNF       | 08    | 1:12,051 (06.)   |
| 11                                             | Frederick Lubin     | Team Motopark         | 22     | DNF       | 05    | 1:11,651 (02.)   |
| 12                                             | Nicola Marinangeli  | Van Amersfoort Racing | 13     | DNF       | 07    | 1:12,045 (09.)   |
| Schnellste Rennrunde: Oliver Goethe (1:10,566) |                     |                       |        |           |       |                  |
| Meiste Überholmanöver: Francesco Simonazzi     |                     |                       |        |           |       |                  |
| Quelle:                                        |                     |                       |        |           |       |                  |

### Grand Prix
| Pos.                                               | Fahrer              | Team                  | Runden | Zeit       | Start | Schnellste Runde |
| -------------------------------------------------- | ------------------- | --------------------- | ------ | ---------- | ----- | ---------------- |
| 01                                                 | Vladislav Lomko     | CryptoTower Racing    | 26     | 31:03,378  | 02    | 1:10,997 (08.)   |
| 02                                                 | Christian Mansell   | CryptoTower Racing    | 26     | + 2,128    | 03    | 1:10,931 (18.)   |
| 03                                                 | Oliver Goethe       | Team Motopark         | 26     | + 9,157    | 01    | 1:10,785 (10.)   |
| 04                                                 | Filip Ugran         | Van Amersfoort Racing | 26     | + 17,014   | 06    | 1:11,299 (10.)   |
| 05                                                 | Nico Pino           | Drivex                | 26     | + 22,913   | 05    | 1:11,719 (23.)   |
| 06                                                 | Sebastian Øgaard    | Van Amersfoort Racing | 26     | + 24,339   | 07    | 1:11,846 (11.)   |
| 07                                                 | Nicola Marinangeli  | Van Amersfoort Racing | 26     | + 29,338   | 09    | 1:11,805 (23.)   |
| 08                                                 | Frederick Lubin     | Team Motopark         | 26     | + 30,285   | 10    | 1:11,663 (23.)   |
| 09                                                 | Alex García         | Team Motopark         | 26     | + 37,482   | 11    | 1:11,583 (22.)   |
| 10                                                 | Vladimír Netušil    | Effective Racing      | 24     | + 2 Runden | 12    | 1:16,116 (10.)   |
| 11                                                 | Josh Mason          | CryptoTower Racing    | 14     | DNF        | 04    | 1:11,195 (11.)   |
| 12                                                 | Francesco Simonazzi | BVM Racing            | 03     | DNF        | 08    | 1:13,319 (03.)   |
| Schnellste Rennrunde: Oliver Goethe (1:10,785 min) |                     |                       |        |            |       |                  |
| Meiste Überholmanöver: Nicola Marinangeli          |                     |                       |        |            |       |                  |
| Quelle:                                            |                     |                       |        |            |       |                  |

## Meisterschafts-Stände nach dem Rennwochenende
Bei den Rennen bekamen die ersten Zehn des Rennens 25, 18, 15, 12, 10, 8, 6, 4, 2 bzw. 1 Punkt(e). Die zusätzlichen Punkte für die Pole-Position im ersten und zweiten Rennen gingen jeweils an Oliver Goethe, die Extrapunkte für die schnellste Rennrunde im ersten und zweiten Rennen wurden jeweils an Oliver Goethe vergeben. Die zwei Punkte für die meisten Überholmanöver gingen an Francesco Simonazzi (Rennen 1) sowie Nicola Marinangeli (Rennen 2). 

### Fahrerwertung
| Pos. | Fahrer            | Team                  | Punkte |
| ---- | ----------------- | --------------------- | ------ |
| 01   | Oliver Goethe     | Team Motopark         | 99     |
| 02   | Christian Mansell | CryptoTower Racing    | 80     |
| 03   | Vladislav Lomko   | CryptoTower Racing    | 68     |
| 04   | Sebastian Øgaard  | Van Amersfoort Racing | 66     |
| 05   | Frederick Lubin   | Team Motopark         | 50     |
| 06   | Filip Ugran       | Van Amersfoort Racing | 39     |
| 07   | Josh Mason        | CryptoTower Racing    | 32     |

| Pos. | Fahrer              | Team                  | Punkte |
| ---- | ------------------- | --------------------- | ------ |
| 08   | Alex Peroni         | Drivex                | 23     |
| 09   | Nicola Marinangeli  | Van Amersfoort Racing | 20     |
| 10   | Francesco Simonazzi | BVM Racing            | 18     |
| 11   | Nico Pino           | Drivex                | 14     |
| 12   | Alex García         | Team Motopark         | 11     |
| 13   | Vladimír Netušil    | Effective Racing      | 3      |

### Rookiewertung
| Pos. | Fahrer           | Team                  | Punkte |
| ---- | ---------------- | --------------------- | ------ |
| 01   | Vladislav Lomko  | CryptoTower Racing    | 42     |
| 02   | Sebastian Øgaard | Van Amersfoort Racing | 42     |

| Pos. | Fahrer              | Team          | Punkte |
| ---- | ------------------- | ------------- | ------ |
| 03   | Alex García         | Team Motopark | 28     |
| 04   | Francesco Simonazzi | BVM Racing    | 24     |

### Teamwertung
| Pos. | Konstrukteur          | Punkte |
| ---- | --------------------- | ------ |
| 01   | CryptoTower Racing    | 62     |
| 02   | Team Motopark         | 55     |
| 03   | Van Amersfoort Racing | 27     |

| Pos. | Konstrukteur     | Punkte |
| ---- | ---------------- | ------ |
| 04   | Drivex           | 7      |
| 05   | BVM Racing       | 0      |
| 06   | Effective Racing | 0      |